# 正大路 (茄萣區)
正大路（Zhengda Rd.）為高雄市茄萣區東邊的海岸郊區主要幹道，全線編號台17線，沿途行經情人碼頭、竹滬鹽田。西起接茄萣橋，過了情人碼頭北邊廣場入口之後急轉彎轉成南北向，最後止於東方路一段，而台17線左行繼續南下至湖內區。因正大路接近台南市，所以是北高雄沿海地區往來台南市重要的濱海公路路段之一。又終端轉東方路往湖內區直行可接台28線，也是聯絡北高雄沿海聯絡山地的省道公路路段之一。

## 行經行政區域
- 茄萣區

## 沿線設施
（由西至東）
- 茄萣橋
- 興達港海巡署基地
- 竹滬鹽田
- 情人碼頭
- 假日市集廣場
- 東方路一段

## 公車資訊
- 府城客運
  - 1：臺南車站－茄萣
- 高雄客運
  - 8043：高雄車站－台17線－茄萣站
- 港都客運
  - 紅71A、B：捷運南岡山站－岡山轉運站（岡山車站）－茄萣區公所（A路線自東方路口逆時針方向行駛；B路線自東方設計學院順時針方向行駛。並由大湖車站接回原線。）